# Cyrillisation du polonais
La cyrillisation du polonais a été pratiquée sous de nombreuses formes pour différentes raisons à partir du milieu du XIXe siècle dans l'Empire russe. Entre 1772 et 1815, l'Empire russe s'est emparé des quatre cinquièmes environ de l'ancienne Pologne-Lituanie, des territoires où le polonais était la principale langue officielle. Le polonais est resté la langue officielle des territoires polono-lituaniens incorporés jusqu'à la fin des années 1830. Par la suite, il a été progressivement remplacé par le russe, processus achevé au milieu des années 1860. L'utilisation du cyrillique de style russe pour écrire le polonais a constitué une étape intermédiaire de cette transition.

## Le projet de 1865
À la suite de l'échec de l'Insurrection de janvier, le tsar Alexandre II nomme un comité législatif chargé de soumettre le Royaume du Congrès aux lois générales de l'Empire russe. Entre autres choses, le comité s'est occupé de la réforme de l'éducation et, comme beaucoup de ses membres étaient soi-disant slavophiles, l'idée de remplacer l'alphabet polonais par l'alphabet cyrillique a vu le jour.
Étant donné que les écoles polonaises étaient russifiées dans le même temps, il n'y avait pas beaucoup de situations officielles où le polonais était nécessaire. Par conséquent, la société civile a tout simplement refusé d'accepter l'alphabet cyrillique, et le projet est demeuré mort-né.
Le livre Elementarz dla dzieci wiejskich, publié en 1865, présente la variante suivante du cyrillique polonais :
| А а a | Б б b     | В в w     | Г г g     | Д д d | Е е je/ie | Ё ё jo/io | Ж ж ż    | З з z     | И и i | I i i |
| К к k | Л л ł/l   | М м m     | Н н n     | О о o | О̂ о̂ ó     | П п p     | Р р r    | Р̌ р̌ rz    | С с s | Т т t |
| У у u | Ф ф f     | Х х ch    | Х̾ х̾ h     | Ц ц c | Ч ч cz    | Ш ш sz    | Щ щ szcz | Ъ ъ -     | Ы ы y | Ь ь ´ |
| Э э e | Ю ю ju/iu | Ю̂ ю̂ jó/ió | Я я ja/ia | Й й j | А̨ а̨ ą     | Я̨ я̨ ją/ią | Э̨ э̨ ę    | Е̨ е̨ ję/ię |       |       |

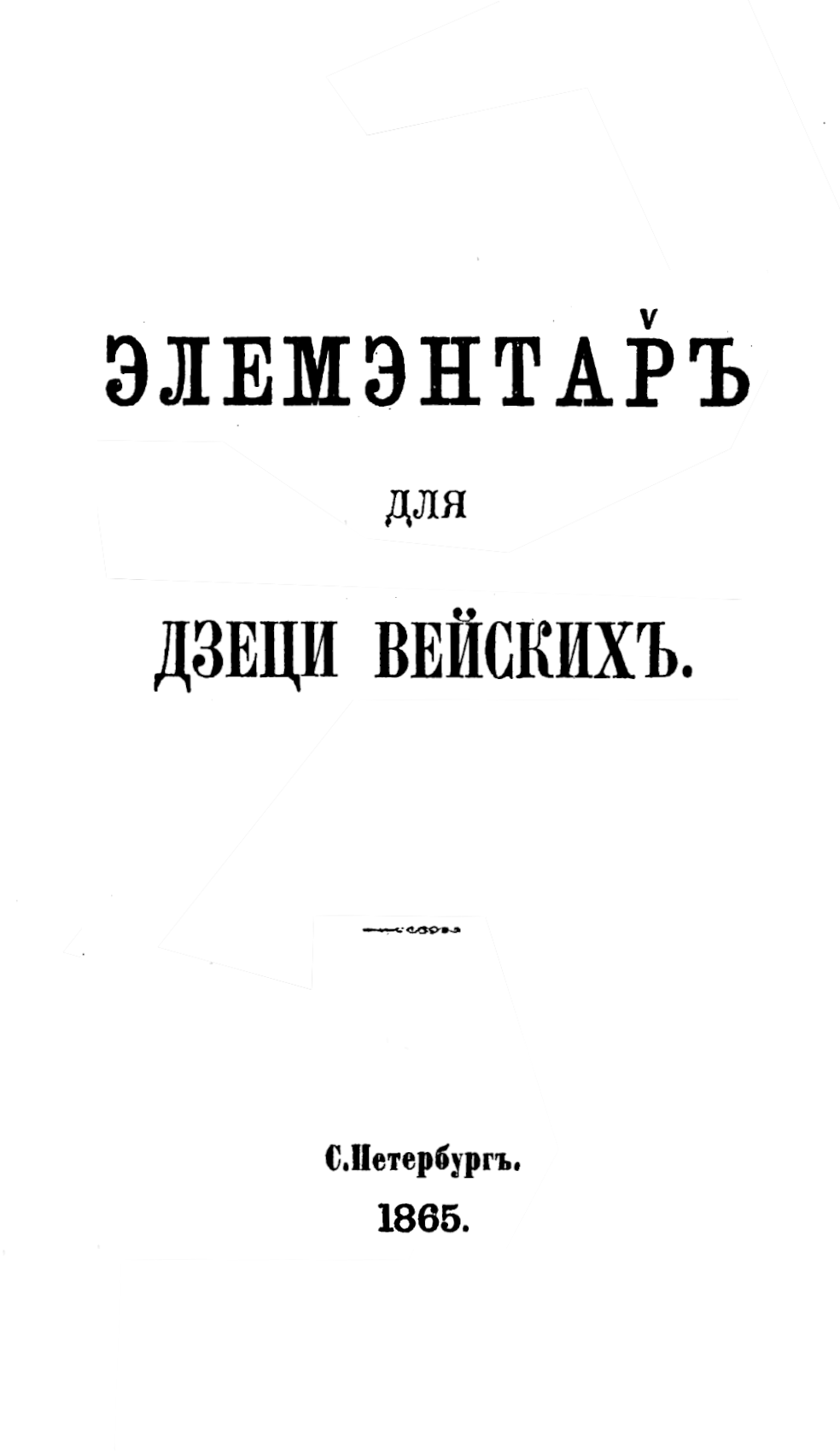
Page de titre de Элемэнтар̌ъ для дзеци вейскихъ, 1865.
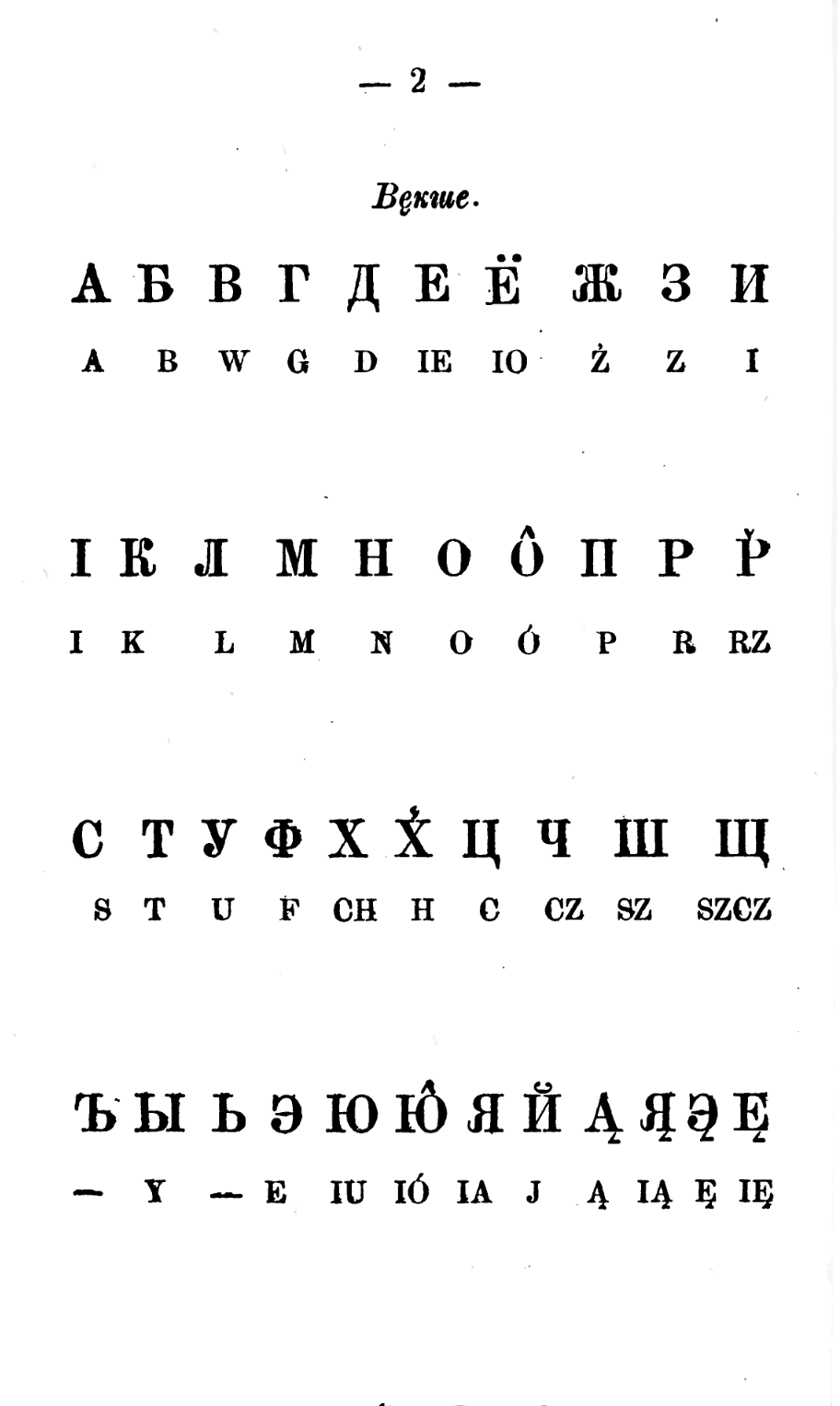
Lettres majuscules dans Элемэнтар̌ъ для дзеци вейскихъ, 1865.
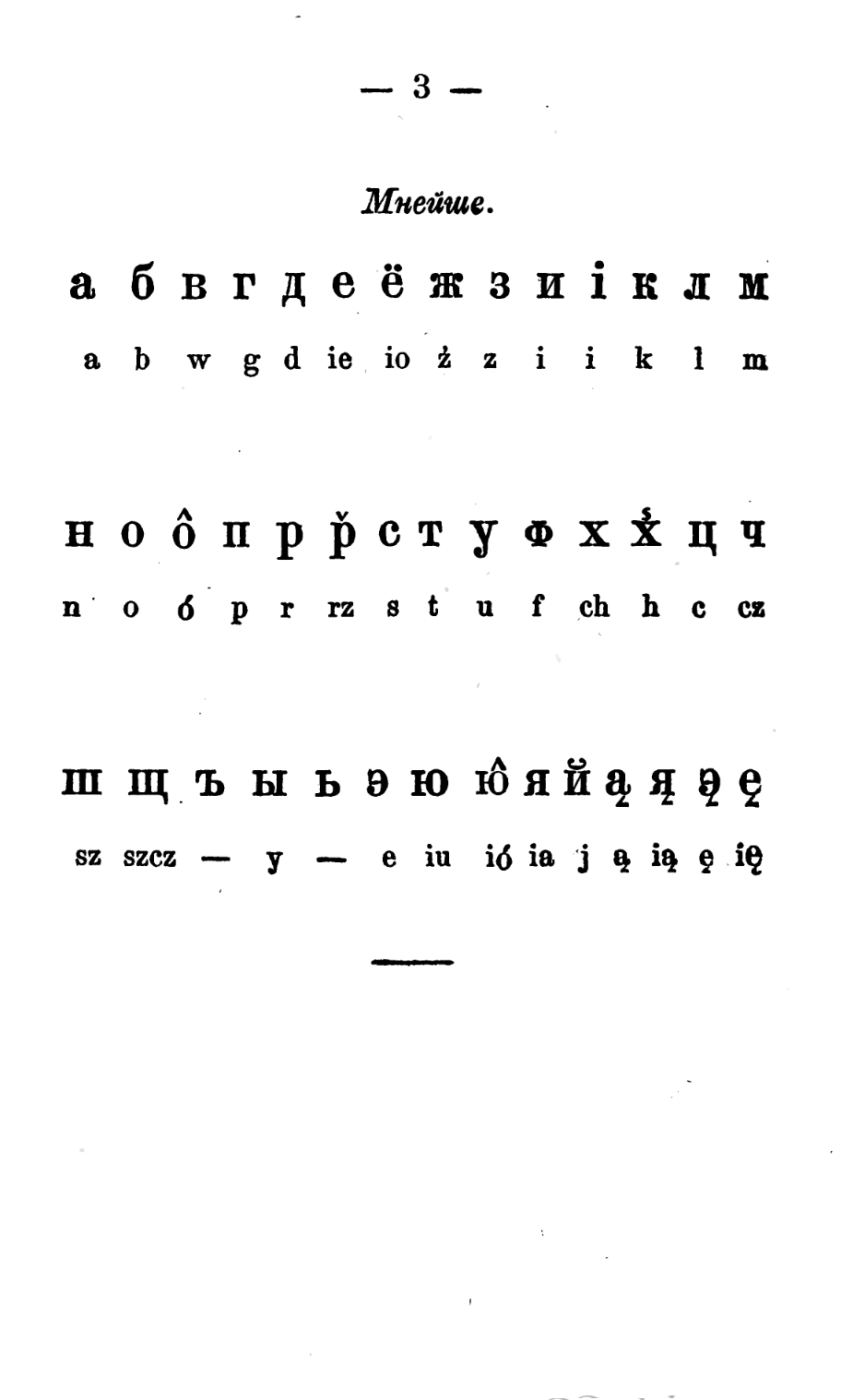
Lettres minuscules dans Элемэнтар̌ъ для дзеци вейскихъ, 1865.
- Lettres majuscules cursives.
- Lettres majuscules et minuscules cursives.
- Lettres minuscules cursives et listes des voyelles, diphtongues, semi-voyelles et consonnes.

## En Biélorussie
Depuis le début des années 1990, les livres religieux en langue polonaise destinés aux catholiques de l'ouest de la Biélorussie (c'est-à-dire du diocèse de Grodno) sont publiés dans un cyrillique polonais nouvellement conçu, qui s'inspire largement de l'alphabet cyrillique russe. Parmi les Polonais de Biélorussie, la connaissance du polonais est pratiquement nulle, de sorte qu'une cyrillisation des textes s'est avérée nécessaire pour transmettre les textes religieux polonais. Dans cet alphabet, il n'y a pas de marques spéciales pour les voyelles nasales.

## Exemple
Le Notre Père en polonais et dans ses deux cyrillisations possibles :
| Texte polonais original : Modlitwa Pańska Ojcze nasz, któryś jest w niebiesiech, święć się Imię Twoje; przyjdź królestwo Twoje; bądź wola Twoja, jako w niebie tak i na ziemi. Chleba naszego powszedniego daj nam dzisiaj i odpuść nam nasze winy, jako i my odpuszczamy naszym winowajcom. I nie wódź nas na pokuszenie, ale nas zbaw ode złego. Amen. | Cyrillisation de 1865 : Модлитва Паньска Ойче нашъ, кто̂рысь естъ въ небесехъ, сьве̨ць се̨ Име̨ Твое; пр̌ійдзь кро̂лество Твое; ба̨дзь воля Твоя, яко въ небе такъ и на земи. Хлеба нашего повшеднего дай намъ дзисяй и одпусць намъ наше вины, яко и мы одпущамы нашимъ виновайцомъ. И не во̂дзь насъ на покушене, але насъ збавь одэ злэго. Амэнъ. | Cyrillisation biélorusse : Модлитва Паньска Ойчэ наш, ктурысь ест в небесех, сьвенць се Име Твое; пшыйдзь Крулество Твое; боньдзь воля Твоя, яко в небе так и на земи. Хлеба нашэго повшэднего дай нам дзисяй и одпусьць нам нашэ вины, яко и мы одпушчамы нашым виновайцом. И не вудзь нас на покушэне, але нас збав одэ злэго. Амэн. |

## Cyrillisation contemporaine du polonais en russe
Le système russe de cyrillisation du polonais (ru), tel qu'il est utilisé dans la Russie d'aujourd'hui, est apparu dans les années 1970. Il ne porte aucune connotation idéologique et sert uniquement à offrir un système de transcription standardisé.